# Casuarina teres
Casuarina teres är en tvåhjärtbladig växtart som beskrevs av Rudolf Schlechter. Casuarina teres ingår i släktet Casuarina och familjen Casuarinaceae. Inga underarter finns listade i Catalogue of Life.